# Mikhail Gelovani
Mikhail Gelovani (georgisk: მიხეილ გელოვანი, russisk: Михаи́л Гео́ргиевич Гелова́ни, Mikhail Georgievitj Gelovani; født 6. januar 1893 (jul.: 25. december 1892) nær Kutaisi i Det Russiske Kejserrige, død 21. december 1956 i Moskva i Sovjetunionen) var en sovjetisk og georgisk skuespiller, der er kendt for sine adskillige filmroller, hvor han spillede Josef Stalin, primært i den tidlige sovjetæra. Han modtog prisen Folkets Kunstner i USSR i 1950.
Gelonavi instruerede tillige en række film i slutningen af 1920'erne og begyndelsen af 1930'erne.

## Biografi

### Ungdom
Mikhail Gelovani var efterkommer af det gamle georgiske fyrstehus Gelovani. Han fik sin scenedebut på et teater i Batumi i 1913. Han studerede ved teaterskolen i Tiflis fra 1919 til 1920, og var i de to følgende år tilknyttet byens Rustaveli Teater. Fra 1923 arbejdede han som skuespiller og instruktør i Goskinproms filmstudie i Georgiske SSR. I 1924 fik han sin første filmrolle i stumfilmen Tri Sjizin (da.: Tre liv). Han flyttede i 1927 til det armenske filmstudie Armenkino i Armenske SSR, hvor han fortsatte sin filmskuespillerkarriere og instruerede fire film. Ud over sine filmroller optrådte Gelovani fortsat som teaterskuespiller i Kutaisi og Baku. I 1936 vendte han tilbage til Rustaveli-teatrets ensemble og blev der i tre år.

## Roller som Stalin
Gelovanis første filmrolle som Josef Stalin var i filmen Tjelovek s rusjjom (Manden med pistolen) fra 1938. Samme år blev Gelovani tildelt rollen som Stalin i filmen Velikoe zarevo instrueret af den georgisk-sovjetiske instruktør Mikhail Tjiaureli. Rollen som Stalin indbragte ham Arbejdets Røde Banners Orden den 1. februar 1939 og Stalinprisen i 1941. Herefter blev Gelovani udpeget til at spille rollen som Stalin i tolv andre film indtil Stalins død i 1953. Gelovani lignede Stalin, undtagen i sin statur: han var meget højere end sidstnævnte. Efter sigende var han ikke Stalins favoritkandidat til at spille rollen som Stalin, idet Gelovani var georgier, talte han med samme accent som Stalin "til perfektion". Derfor foretrak Stalin personligt Aleksej Dikij, som talte med klassisk russisk udtale. Imidlertid optrådte Gelovani i sin rolle som Stalin langt oftere end Dikij og Gelovani har sandsynligvis portrætteret den samme historiske figur mere end nogen anden skuespiller.
Sovjetisk film spillede en vigtig rolle i at dyrke personkulten omkring Stalin. Fra 1937 og fremefter blev Stalins ledrskab legitimeret ved at fremstille ham som Vladimir Lenins mest stålsatte discipel og efterfølger og ved positivt at fremstille historiske autokrater - som i Sergej Eisensteins Ivan den Grusomme.
På grund af sin identifikation med Stalin blev Gelovani udelukket fra at spille andre filmroller; han fik ikke lov til at spille roller som "almindelige dødelige". Fra 1942 til 1948 var han medlem af ensemet i Gorkij Moskva Kunstteater. Under Anden Verdenskrig blev personlighedskulten nedtonet til fordel for patriotiske emner, men vendte tilbage allerede i krigens sene stadier, og med større intensitet end nogensinde efter 1945, hvor Stalin krediteret som den eneste arkitekt bag sejren. I efterkrigsfilmene, hvor Gelovani portrætterede Stalin – Den store arv, Berlins fald og Det uforglemmelige år 1919 – præsenterede Gelovani Stalin som "en levende gud".
Gelovani blev tildelt yderligere tre Stalinpriser, én for hver af filmene Tsaritsyns forsvar (1942), Den store arv (1946) og Berlins fald (1950).

### Senere år
Efter Stalins død i 1953 blev Gelovani nægtet nye roller i film, da han var fuldstændig identificeret med karakteren Stalin. Fra 1953 til sin død i 1956 optrådte han i Moskvas Statsteater for filmskuespillere. Andreas Kilb skrev, at han sluttede hans liv "en ynkelig Stalin-dobbeltgænger".
Gelovani døde den 21. december 1956 af akut myokardieinfarkt i Moskva og blev begravet på Novodevitjekirkegården sammen med sin hustru Ljudmila.
Efter Nikita Khrusjtjovs hemmelige tale i 1956, blev de fleste af de film, hvori Gelovni optrådte som Stalin, enten forbudt eller fik scener klippet ud.

## Filmografi i udvalg
(alle roller son Josef Stalin, men mindre andet er angivet)
- Tjelovek s rusjjom (Manden med pistolen) (1938)
- Velikoe zarevo (1938)
- Lenin i 1918 (1939)
- Vyborg side (1939) (som Platon Vassilievitj Dymba)
- Valerij Tjkalov (1941)
- Tsaritsyns forsvar (1942)
- Den store arv (1946)
- Lys over Rusland (1947)
- Berlins fald (1950)
- Minearbejdere i Donetsk (1951)
- Det uforglemmelige år 1919 (1952)
- Fjendtlige hvirvelvinde (1953)